# Zapata Corporation
Zapata Offshore Co. fue una compañía de exploración petrolífera, fue creada por George H. W. Bush en 1954, con John Overbey, y los hermanos Hugh Liedtke y Bill Liedtke como socios. Fue liquidada en 2018

## Descripción

### Inicios comerciales, 1953-1966
Bush trabajaba para Neil Mallon, Presidente de Dresser Industries (ahora unida a Halliburton), desde que se graduó en Yale en 1948, a 1951.

### Capital Inicial
El millón de dólares de inversión inicial en Zapata fue dado por los Liedtkes (y su círculo de inversionistas) y por el padre de Bush y su tío, Prescott Bush y Herbert Walker (y su círculo de amigos). Hugh Liedtke fue nombrado Presidente, Bush fue vicepresidente; Overbey pronto abandonó.

### Se forma Zapata Off Shore
En 1954, la parte de perforación mar afuera Zapata Off-Shore Company fue formada como subsidiaria, con Bush como Presidente. (el dinero lo colocó Eugene Meyer, dueño del Washington Post, y su yerno, Phillip Graham).
Zapata Off-Shore aceptó la oferta de un inventor R G LeTourneau para el desarrollo de una plataforma móvil pero segura.

### Zapata Off Shore como fachada de la CIA
Operadores veteranos de la CIA del combate a Castro afirman que Bush no solo permitía a la CIA el uso de la Zapata Ofshore Co. como fachada para realizar algunas de sus operaciones (incluyendo el uso de varias plataformas de perforacíón), sino que aseveran que Bush en persona servía como conducto  a través del cual la agencia desembolsaba dinero por servicios contratados.

### Se destruyen los papeles fiscales
En 1981, todos los archivos de la Comisión estatal de Estados Unidos de Securities and Exchange para Zapata Off-Shore entre 1960 y 1966 fueron destruidos. En otras palabras, apenas asumido como Vicepresidente destruyó todos los archivos de su compañía.

## Se compra la United Fruit
En 1969, Zapata compró la United Fruit Company de Boston, otra compañía fuertemente relacionada con la CIA.

### Registros públicos
- Registros de la SEC de Zapata Corporation (en inglés)
- Zapata Offshore Annual Reports, Microform Reading Room, Library of Congress.
- Transcripción y audio Archivado el 1 de mayo de 2012 en Wayback Machine. de una cita "smoking gun" de Nixon contando a Haldeman y Ehrlichman sobre "Bahía de cochinos" y "Texanos." (en inglés)
- National Security Archives documentation of GHW Bush's CIA involvement in the early 1960s.
- United States District Court for the District of Columbia, Civil Action 88–2600 GHR, Archives and Research Center v. Central Intelligence Agency, Affidavit of George William Bush, September 21, 1988.
- George Bush personal papers

### Zapata
- "Adiós, Zapata! Colorful company founded by Bush relocates to N.Y.", Houston Business Journal, 26 de abril de 1999 (en inglés)
- Franklin, H. Bruce, "Net Losses", Mother Jones, marzo de 2006 – Extenso artículo sobre papel de Menhaded en el ecosistema y los posibles resultados de la sobrepesca. Recuperado el 21 de febrero de 2006. (en inglés)

### George Bush
- Kevin Philips, American Dynasty: Aristocracy, Fortune and the Politics of Deceit in the House of Bush, (2004), esp. pp. 200–208.
- Russell Bowen, The Immaculate Deception: The Bush Crime Family Exposed (1991).
- Joseph McBride, "The Man Who Wasn't There: 'George Bush,' CIA Operative", The Nation, July 16/23, 1988, p. 42.
- Joseph McBride, "Where Was George?", The Nation, August 13/20, 1988, on the whereabouts of GHW Bush on November 22, 1963.
- Nicolas King, George Bush: A Biography.
- Webster Tarpley & Anton Chaitkin, George Bush: The Unauthorized Biography, Chapter 8.2 (1991), and "Bush as a covert CIA operative during the early 1960s". Tarpley and Chaitkin are associated with Lyndon LaRouche.
- Laura Hanning 2004, Study of Evil – A World Reappraised: supporting documents, photos, letters, part III George Herbert Walker Bush
- Anthony L. Kimery, "George Bush and the CIA: In the Company of Friends", Covert Action Quarterly, Summer, 1992.
- "George HW Bush and Felix Rodriguez: the tale of two old friends"
- The Mafia, CIA & George [HW] Bush, Pete Brewton, S.P.I. Books, 1992

### CIA
- Beschloss, Michael R. 1991. The Crisis Years: Kennedy and Khrushchev, 1960–63 Edward Burlingame Books, p. 89 refers to "Operation Zapata" as the codename for the Bay of Pigs operation.
- Bissell, Richard M. Jr., with Jonathan E. Lewis and Frances T. Pudlo. 1996. Reflections of a Cold Warrior: From Yalta to the Bay of Pigs Yale University Press ISBN 978-0-300-06430-8
- Escalante, Fabian. 2004. The Cuba Project: CIA Covert Operations Against Cuba 1959–1962 (Secret War). Translation of "La guerra secreta de la CIA" (1993) by Maxine Shaw and edited by Mirta Muniz. Melbourne, Australia: Ocean Press. ISBN 1-875284-86-9
- Hunt, E. Howard. 1973. Give Us This Day. Arlington House ISBN 978-0-87000-228-1
- Pfeiffer, Jack B. 1979. Official History of the Bay of Pigs Operation, Vol.III Evolution of CIA's Anti-Castro Policies, 1959 – January 1961
- Phillips, David Atlee, The Night Watch.
- Trento, Joseph J. 2005. Prelude to Terror: The Rogue CIA and the Legacy of America's Private Intelligence Network. Carroll & Graf Publishers Inc ISBN 978-0-7867-1464-3

### Otros
- Prouty, Leroy Fletcher. 1973. The Secret Team: The CIA and Its Allies in Control of the United States and the World ISBN 0-13-798173-2
- Michael Maholy (de Yankton, SD)Archivos de Phoenix
- Daniel Yergin, The Prize, (1991).
- Rodney Stich (exinvestigador de la FAA)) Defrauding America (1994), y The Drugging of America (1999).

- Datos: Q147224